# Karis
Karis (fiń. Karjaa) − dawne miasto w Finlandii, w prowincji Finlandia Południowa. Około 9,1 tys. mieszkańców. Od 1 stycznia 2009 roku razem z miastami Pohja i Tammisaari tworzy gminę Raasepori.
Znajduje się tu siedziba i fabryka Sisu Auto, fińskiego producenta pojazdów ciężarowych, wojskowych i specjalistycznych.

## Galeria

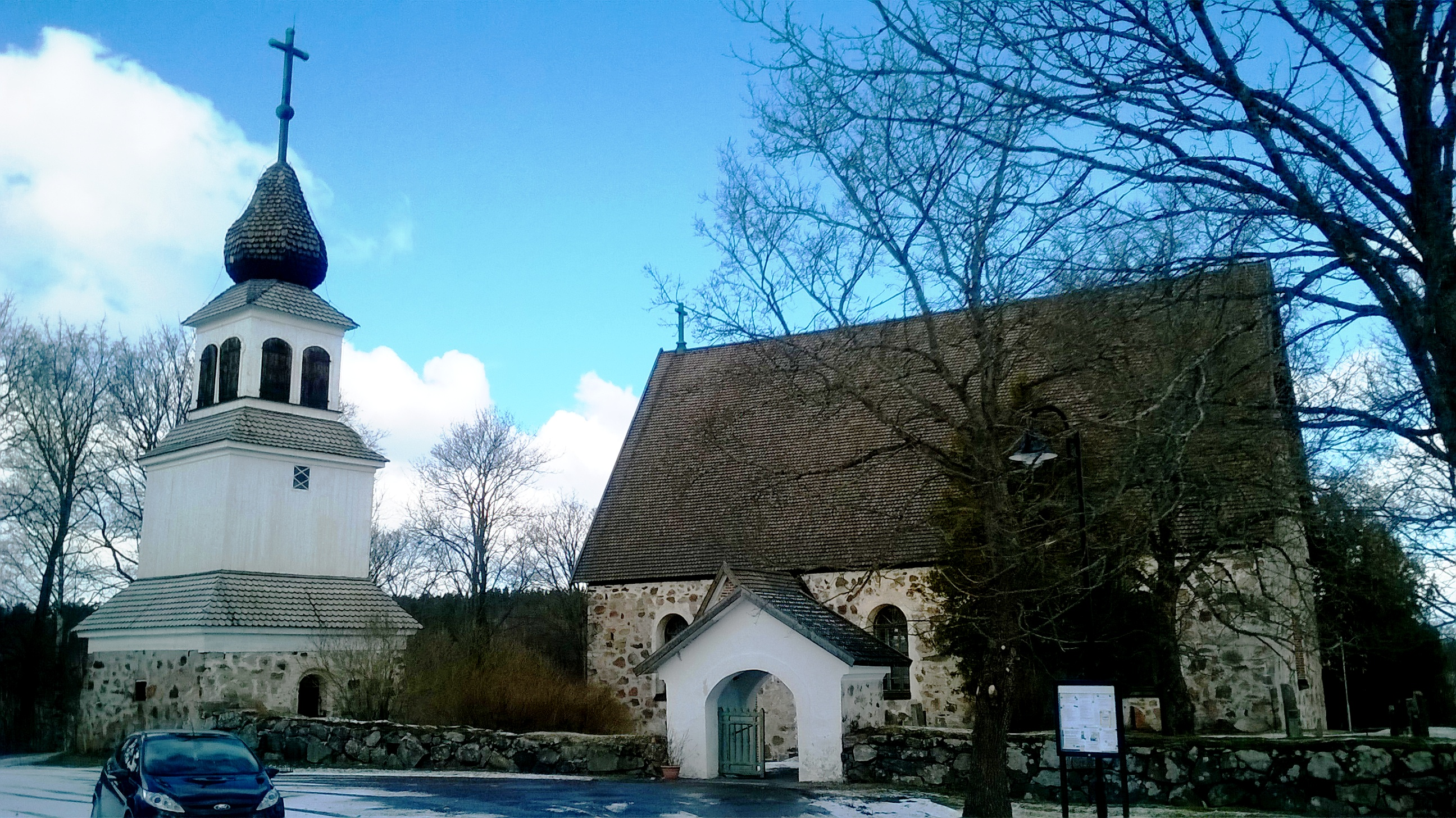
Kościół z 1470 roku
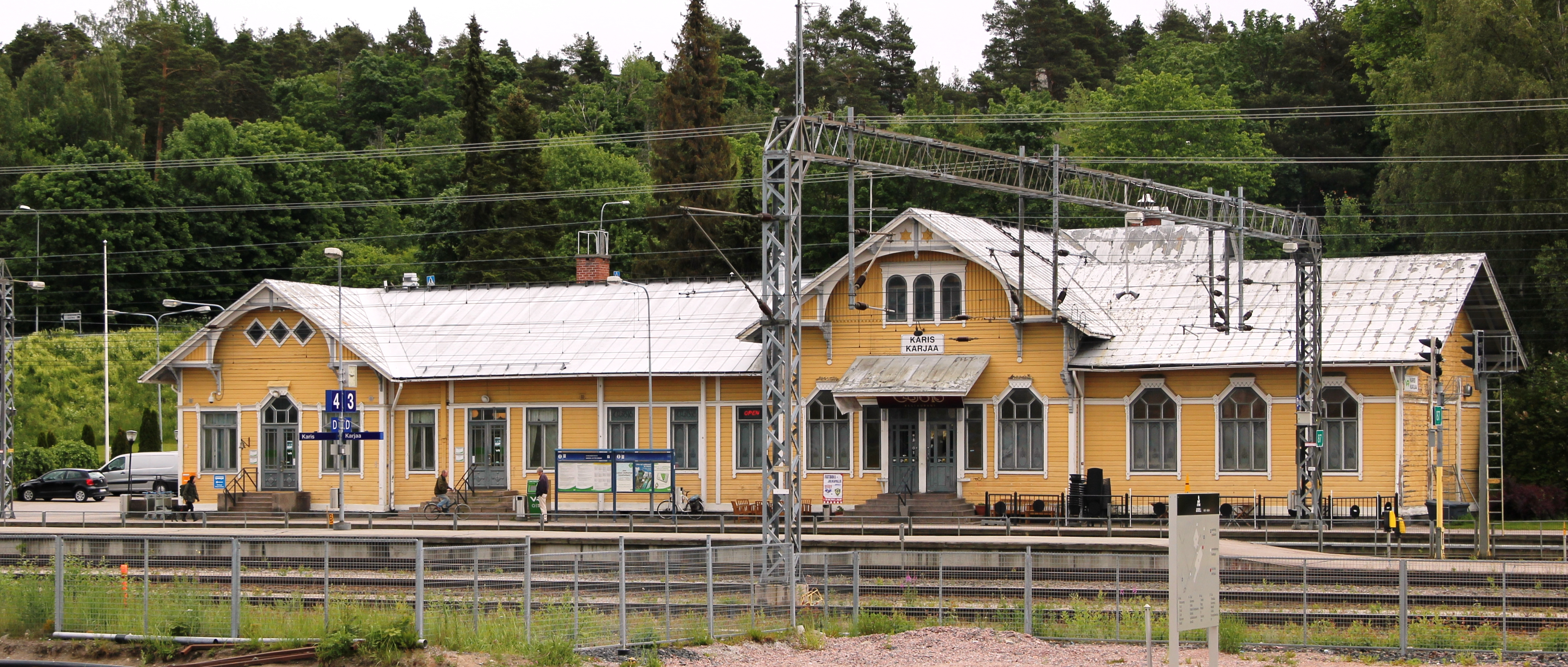
Stacja kolejowa